# Tenpe Wangchug
Penchen Tenpe Wangchug (tib.: pan chen bstan pa'i dbang phyug; auch (Lobsang) Pelden Chökyi Dragpa, tib.: (blo bzang) dpal ldan chos kyi grags pa; * 1854/1855; † 1882) gilt als achter Panchen Lama  der Gelug-Tradition des tibetischen Buddhismus.

## Leben
Tenpe Wangchug war Sohn des Tendzin Wangyel und der Trashi Lhamo. Er wurde 1857 nach Trashilhünpo gebracht und als Tulku des Tenpe Nyima anerkannt. 1860 wurde er offiziell als Panchen Lama inthronisiert. Die volle Ordination erhielt er 1877. 1878 gab er dem 13. Dalai Lama die „erste Tonsur“. Sein literarisches Lebenswerk (tib.: gsung 'bum) umfasst etwa drei mittelgroße Bände.
Tenpe Wangchug starb im Alter von 27/28 Jahren.